# Knut Ansgar Nelson
Knut Ansgar Nelson OSB (* 1. Oktober 1906 in Frederiksværk, Dänemark; † 31. März 1990 in Newport (Rhode Island), USA) war römisch-katholischer Bischof von Stockholm.

## Leben
Knut Nelson, wie er mit bürgerlichen Namen hieß, emigrierte 1925 in die Vereinigten Staaten und trat nach seiner Konversion zur Römisch-Katholischen Kirche im Mai 1931 in die Ordensgemeinschaft der Benediktiner ein. Nachdem er 1935 sein Ordensgelübde abgelegt hatte, führte er den Namen Ansgar als Ordensname und wurde am 22. Mai 1937 zum Ordenspriester der Benediktiner geweiht. Er war anschließend Lehrer im Priesterseminar der Benediktiner und an der Portsmouth Abbey School.

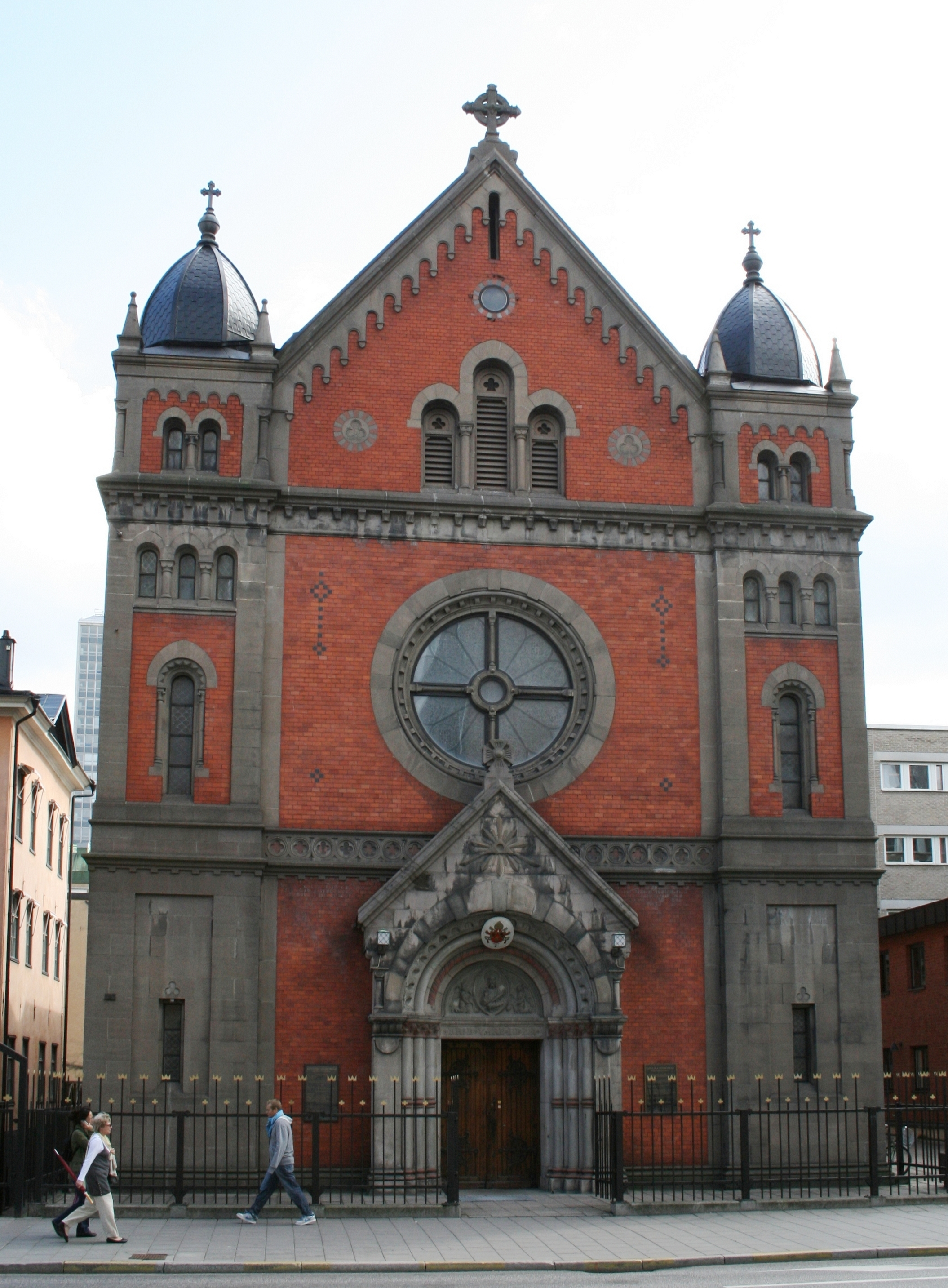
Domkirche St. Erik in Stockholm

Am 12. Juli 1947 wurde er zum Titularbischof von Bilta ernannt und gleichzeitig zum Koadjutorvikar von Schweden berufen. In dieser Funktion unterstützte er den amtierenden Apostolischen Vikar Bischof Johann Evangelist Müller, dessen Nachfolger er später werden sollte. Der Apostolische Delegat der USA Amleto Giovanni Cicognani und die Mitkonsekratoren Erzbischof Francis Patrick Keough (Providence, Rhode Island, USA) und Bischof Johannes Theodor Suhr OSB (Apostolischer Vikar von Dänemark) weihten ihn am 8. September 1947 zum Bischof.
Nach der Umstrukturierung des Apostolischen Vikariats Schweden zum Bistum Stockholm wurde er am 29. Juni 1953 zum Koadjutorbischof bei dem amtierenden Bischof Müller berufen. Er folgte Bischof Müller am 1. Oktober 1957 auf den Bischofssitz von Stockholm. Sein altersgemäßer Ruhestand folgte am 2. Juli 1962 mit der gleichzeitigen Ernennung zum Titularbischof von Dura. Von 1962 bis 1967 war er Kaplan in einem Schweizer Frauenkloster. Danach ging er wieder an die Portsmouth Abbey in die USA zurück und unterrichtete am Priesterseminar und im Novizenhaus der Benediktiner Philosophie. Er verstarb im Alter von 83 Jahren am 31. März 1990, ihm zum Gedenken wurde 1969 an der Portsmouth Abbey School der „Bischof Ansgar Nelson OSB Memorial Fund“ (eine Stipendiums-Stiftung) gegründet.